# Solo (jeu vidéo)
Pour les articles homonymes, voir Solo.

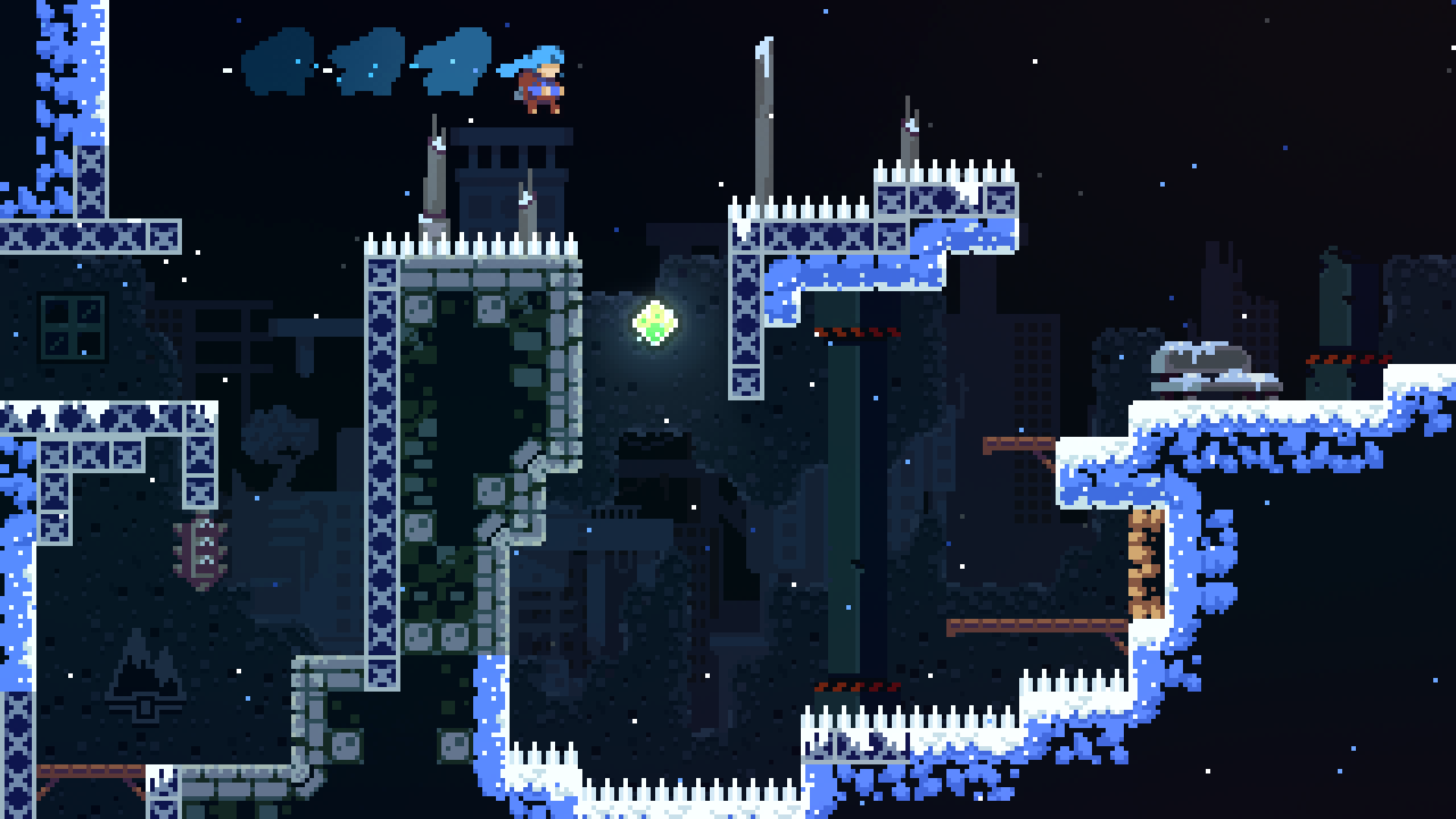
Celeste, un exemple de jeu solo

Dans le domaine du jeu vidéo, un solo, jeu en solo ou encore jeu solo, (également connu par l'anglicisme « single-player ») est un mode de jeu impliquant un seul joueur durant la partie.
Également désigné sous le terme de « mode un joueur » ou « simple joueur », on utilise aussi le terme « monojoueur » ou « mono-joueur », en opposition à « multijoueur ».

## Description
Un « jeu solo » implique que seul ce mode de jeu soit proposé dans le jeu, alors qu'un « mode solo » renvoie au mode de jeu à un seul joueur d'un jeu vidéo incluant un autre mode de jeu (généralement multijoueur).

## Historique
La majorité des premiers jeux sur ordinateur étaient prévus pour un seul joueur. Le mode « deux joueurs » naquit avec l'introduction des premières consoles et ordinateurs personnels et, en 1978, le mode multijoueurs avec les Multi-user dungeon (MUD). De nombreux jeux multijoueurs utilisant les réseaux locaux et les Null modem apparaissent au début des années 1990 (dont le plus célèbre reste Doom).
La plupart des jeux simple joueur misent soit sur un scénario prenant, des graphismes impressionnants et des personnages non-joueur au comportement réaliste, voire pour les plus modestes, sur leur accessibilité et leur disponibilité (leur gameplay, plus simple, est compensé par un prix moins élevé ou gratuit, voire la possibilité d'y jouer n'importe où).

## Types de jeu solo

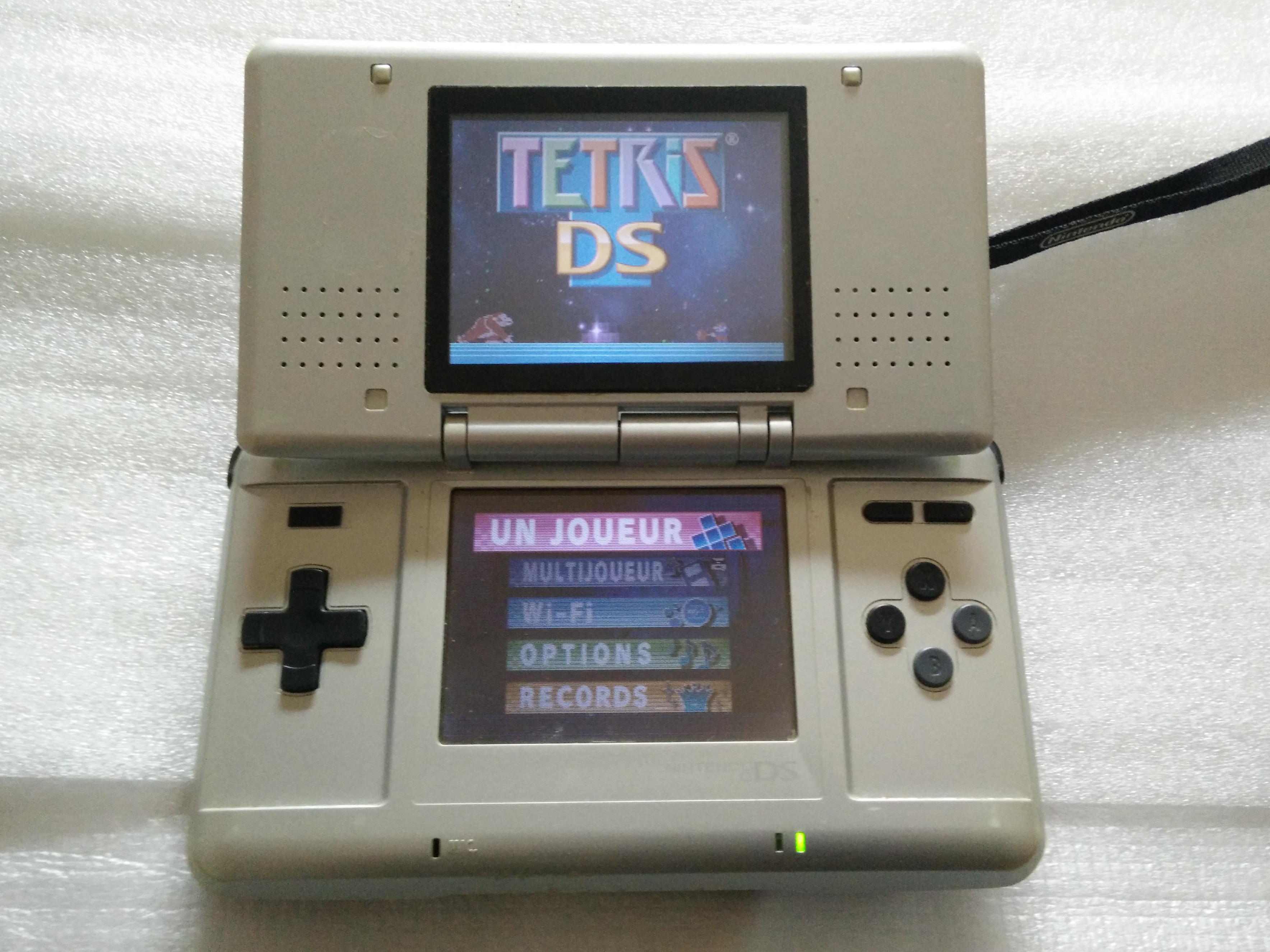
Le jeu Tetris DS, comportant un mode solo et un mode multijoueur

Certains genres de jeux vidéo sont, par leurs principes, conçus pour être joués en solo, tels que les jeux de briques de type Tetris ou les jeux de rôle japonais (par ex. Final Fantasy), même si des versions multijoueurs de ces jeux ont fait également leur apparition.
La grande majorité des jeux d'arcade et de consoles sont conçus pour pouvoir être joués par un seul joueur, bien que beaucoup proposent également des modes permettant à d'autres joueurs de jouer (pas nécessairement simultanément). En réalité, même orientés multijoueurs, très peu de jeux exigent la présence de plus d'un joueur pour lancer une partie. Unreal Tournament, et les FPS multijoueurs en sont un exemple.